# Opération Mars
Ne doit pas être confondu avec Opération Mars (Tunisie).
Seconde Guerre mondiale
Batailles
Front de l’Est

Prémices :
- Campagne de Pologne
- Guerre d’Hiver

Guerre germano-soviétique :
- 1941 : L'invasion de l'URSS

- Opération Barbarossa

Front nord : 
- Guerre de Continuation
- Opération Silberfuchs
- Siège de Léningrad

Front central : 
- 2e bataille de Brest-Litovsk
- Bataille de Białystok–Minsk
- 1re bataille de Smolensk
- Bataille de Kiev

Front sud : 
- Siège d'Odessa
- Campagne de Crimée

- 1941-1942 : La contre-offensive soviétique

Front nord : 
- Poche de Demiansk
- Poche de Kholm

Front central : 
- Bataille de Moscou

Front sud : 
- Seconde bataille de Kharkov

- 1942-1943 : De Fall Blau à 3e Kharkov

Front nord : 
- Offensive de Siniavino
- Opération Iskra
- Bataille de Krasny Bor
- Opération Poliarnaïa Zvezda

Front central : 
- Opération Mars

Front sud : 
- Bataille du Caucase (opération Fall Blau)
- Bataille de Stalingrad
- Opération Uranus
- Opération Saturne
- Offensive d'Ostrogojsk-Rossoch
- Offensive de Voronej-Kastornoe
- Opération Gallop
- Opération Étoile
- Troisième bataille de Kharkov

- 1943-1944 : Libération de l'Ukraine et de la Biélorussie

Front central : 
- 2e bataille de Smolensk
- Opération Bagration

Front sud : 
- Bataille de Koursk
- Bataille du Dniepr
- Offensive Dniepr-Carpates
- Offensive de Crimée
- Offensive de Lvov-Sandomir

- 1944-1945 : Campagnes d'Europe centrale et d'Allemagne

Allemagne : 
- Offensive Vistule-Oder
- Offensive de Poméranie orientale
- Siège de Breslau
- Offensive de Prusse-Orientale
- Bataille de Königsberg
- Bataille de Seelow
- Bataille de Bautzen
- Bataille de Berlin
- Capitulation allemande

Front nord et Finlande : 
- Guerre de Laponie
- Offensive Leningrad-Novgorod
- Bataille de Narva

Europe orientale : 
- Opération Margarethe
- Insurrection de Varsovie
- Soulèvement national slovaque
- Opération Panzerfaust
- Bataille de Budapest
- Opération Frühlingserwachen
- Offensive de Vienne
- Insurrection de Prague
- Offensive de Prague
- Bataille de Slivice

Front d’Europe de l’Ouest

Campagnes d'Afrique, du Moyen-Orient et de Méditerranée

Bataille de l’Atlantique

Guerre du Pacifique

Guerre sino-japonaise

Théâtre américain
La seconde offensive de Rjev-Sytchiovka (en russe : Вторая Ржевско-Сычёвская операция) ou opération Mars (операция « Марс ») est une offensive stratégique lancée par les forces soviétiques contre les troupes allemandes durant la Seconde Guerre mondiale. Elle se déroula entre le 25 novembre et le 20 décembre 1942 dans un saillant à proximité de Moscou.

## Contexte
Cette offensive fait partie de la série d'affrontements particulièrement sanglants connue sous le nom de batailles de Rjev qui eurent lieu près de Rjev, Sytchiovka et Viazma entre janvier 1942 et mars 1943. Ces batailles sont également connues comme la « boucherie de Rjev » (Ржевская мясорубка) en raison des pertes considérables qu'elles provoquèrent, notamment du côté soviétique.
L'opération Mars fut menée conjointement par les forces soviétiques du front de l'Ouest et celles du front de Kalinine, sous le commandement du maréchal Joukov. De nombreux détails de cette offensive demeurent inconnus, largement en raison des efforts des Soviétiques pour effacer toute trace de cette opération extrêmement coûteuse des ouvrages sur les combats sur le Front de l'Est.
Cependant l'historien américain David M. Glantz, dans son ouvrage paru en 1999, Zhukov's Greatest Defeat. The Red Army's Epic Disaster in Operation Mars, 1942, considère que cette offensive était d'une ampleur similaire dans les plans de la Stavka (le quartier-général du haut-commandement suprême soviétique) à l’opération Uranus simultanée (qui marqua la défaite allemande à la bataille de Stalingrad). Malgré les pertes importantes (70 000 morts selon Krivocheïev, 100 000 morts selon Glantz ; 200 000 à 230 000 blessés et malades, 1 600 chars) cette opération permit bien malgré elle d'éviter un renforcement du groupe d'armées Sud (GAS) par le groupe d'armées Centre (GAC) qui aurait pu sans cette offensive disposer des réserves pour contrer les opérations Uranus et Petit Saturne.
Après la guerre, Joukov a essayé de présenter cette opération comme étant une puissante diversion, cependant il a été montré par les historiens, notamment Iassev et Glantz, que ce n'était pas le cas. Tout d'abord Staline alloue des moyens considérables à cette offensive : grosso modo autant d'hommes qu'à Uranus, plus de chars qu'à Uranus et 1 000 avions (qui ne pourront pas voler à cause du mauvais temps…) et d'autre part pour que la notion de diversion ait un sens, il eût fallu que les Soviétiques connussent l'ampleur du dispositif allemand, ce qui n'était absolument pas le cas du fait du mauvais niveau des écoutes électromagnétiques soviétiques notamment.

## Déroulement
L'offensive fut lancée aux premières heures du 25 novembre. L'objectif était d'éliminer le saillant de Rjev en lançant plusieurs attaques coordonnées sur tous ses côtés. Après la destruction de la IXe armée allemande, les forces soviétiques devaient se regrouper et atteindre les 5e et 33e armées soviétiques, qui attaquaient le long de la route Moscou-Viazma. Cette dernière partie de l'opération avait pour nom de code « opération Jupiter ». Quand toute résistance aurait été neutralisée, les 9e et 10e corps d'armée blindés et la 3e armée de blindés devaient atteindre l'arrière du groupe d'armées Centre de la Wehrmacht.
Selon Alexeï Isaïev, les principales causes de la défaite soviétique sont la sous-estimation des forces adverses sur le plan numérique et qualitatif — les troupes du saillant de Rjev sont allemandes, bien ravitaillées par les routes passant par Smolensk et Viazma et par Velikié Louki, bien équipées en chars et fortifiées —, l'absence totale de surprise qui permet à Model de regrouper des réserves au centre du saillant, ainsi que le mauvais temps qui ruine la préparation d'artillerie russe et qui paralyse l'aviation soviétique pourtant quatre fois supérieure en nombre à la Luftwaffe dans le secteur.

## Conséquences
Les Allemands infligent une très nette défaite aux forces soviétiques engagées dans le saillant. Les avis d'historiens militaires divergent toutefois sur les conséquences stratégiques réelles de l'opération Mars, les deux belligérants ayant à l'époque une doctrine de guerre différente. Les Allemands restèrent en effet longtemps les maîtres incontestés de l'efficacité tactique, là où les Soviétiques ont compensé leur faible efficacité tactique par une vision opérative nettement plus poussée.
Tactiquement, la victoire est incontestablement allemande car elle voit s'écraser contre les défenses de Model l'ensemble du dispositif soviétique, Joukov bénéficiant pourtant de moyens considérables pour soulager Moscou. En revanche, selon l'historien Jean Lopez, le fait d'avoir fixé sept Panzerdivisionen à Rjev, là où seules trois divisions blindées auraient suffi à Model pour évacuer ses forces, a non seulement retardé de quinze jours l'offensive Wintergewitter prévu par Manstein pour délivrer la VIe armée assiégée dans Stalingrad, mais lui a aussi enlevé une partie de sa force. Ce bouleversement des moyens aurait donc eu une conséquence stratégique décisive pour les Soviétiques, qui ont alors pu confirmer l'encerclement des forces allemandes de Stalingrad, au cours de l'opération Uranus, lancée parallèlement à Mars.
Quoi qu'il en soit, Hitler autorise Kluge et Model à évacuer le saillant pour plusieurs raisons : 
- à partir de janvier, la perte de Velikié Louki à 150 km à l'ouest complique beaucoup la logistique en coupant une des lignes de ravitaillement principales (et à l'inverse simplifie beaucoup la logistique russe au nord du saillant) ;
- la destruction de la VIe armée et d'une partie de la IVe armée blindée et des contingents roumains, italiens et hongrois suivi de leur retrait force Hitler à raccourcir la ligne de front pour économiser des hommes.

Ce sera l'opération Büffel (buffle) consistant en un repli de 100 km au sud-ouest de Rjev. Ce retrait s'accompagnera de crimes de guerre de Model, qui fera massivement fusiller des partisans, déportera les hommes en état de se battre, pillera les vivres, empoisonnera les puits et détruira les habitations en plein hiver.